# Lovey-dovey
"Lovey-dovey" es el primer best álbum de Hashimoto Miyuki. Fue lanzado bajo el sello discográfico Lantis el 28 de junio de 2006.

## Resumen
El álbum contiene 11 canciones, (5 sencillos, 5 canciones compiladas y una canción nueva).

## Canciones
1. Faze to love [4:22]
Letra: Hata Aki (畑亜貴), composición y arreglos: Saitō Shinya (齋藤真也).
  - 5.º sencillo.
2. Koko ni iru kara... [4:22]
Letra: Hashimoto Miyuki, composición: Sakai Mariko (酒井真理子), arreglos: Keika Jun (景家淳).
  - 1.er sencillo.
3. LINK [5:41]
Letra: Kuwashima Yoshigatsu (桑島由一), composición y arreglos: Keika Jun.
  - "Shiritsu Akihabara Gakuen Original Soundtrack".
4. Love,Fate,Love [4:38]
Letra y composición: Hashimoto Miyuki, arreglos: Keika Jun.
  - "Love,Fate,Love".
5. ¡Cheer Up! [3:33]
Letra: Duca, composición y arreglos: Kurosu Katsuhiko (黒須克彦).
  - "crystal2 ~circus vocal colection~ Vol.2".
6. and then, [4:00]
Letra y composición: Hashimoto Miyuki, arreglos: Keika Jun.
  - 2.º sencillo.
7. innocence [4:46]
Letra: AlAi, composición: acchorike (アッチョリケ), arreglos: Keika Jun.
  - 3.er sencillo.
8. Aki iro [5:08]
Letra: Ishikawa Yasushi (石川泰) y miyabi (みやび), composición y arreglos: Anze Hijiri (安瀬聖).
  - "Aki iro renka Original soundtrack".
9. AM1:00 [5:21]
Letra: Kuwashima Yuichi, composición y arreglos: Keika Jun.
  - "White Princess Original soundtrack".
10. Be Ambitious,Guys! [4:45]
Letra: AlAi, composición: acchorike, arreglos: Suzuki Masaki (鈴木マサキ).
  - 4.º sencillo.
11. Anata e [4:29]
Letra y composición: Hashimoto Miyuki, arreglos: Anze Hijiri.

## Uso de las canciones
- Opening del anime "Gunparade March" (#1)
- Ending del anime "GIRLS Bravo first season" (#2)
- Ending del juego para PC "Shiritsu Akihabara Gakuen" (#3)
- Ending del anime "Final Approach" (#4)
- Opening del juego para PC "-Homemaid-" (#5)
- Ending del anime "GIRLS Bravo second season" (#6)
- Ending del anime "SHUFFLE!" (#7)
- Opening del juego para PC "Aki iro renka" (#8)
- Ending del Juego para PC "White Princess ~Itto ni itte mo uwaki shite mo OK nago tsugou shugi gakuen ren'ai advance!!~" (#9)
- Opening del juego para PC "Tick! Tack!" (#10)